# جورج لورينغ مارتينيز
جورج لورينغ مارتينيز (بالإسبانية: Jorge Loring Martínez)‏ (مالقة، إسبانيا، 12 أكتوبر 1889  - مدريد، إسبانيا، 22 سبتمبر 1936) كان مهندسا ورجل أعمال ورائد طيران مدني إسباني، اعتبره المكتب الإسباني لبراءات الاختراعات وحدا من المخترعين الكبار. حفيد رجل الأعمال والسياسي خورخي لورينغ ذ أويارزابال، ولد في عائلة غنية كانت تعمل منذ بداية القرن في قطاع البنوك والتعدين والصلب والسكك الحديدية.